# Stipularia elliptica
Stipularia elliptica là một loài thực vật có hoa trong họ Thiến thảo. Loài này được Schweinf. ex Hiern miêu tả khoa học đầu tiên năm 1877.